# American Glory (Schiff)
Die American Glory war ein 2002 in Dienst gestelltes Kreuzfahrtschiff der US-amerikanischen Reederei  American Cruise Lines, das bis 2017 an der amerikanischen Ostküste im Einsatz stand. Am 4. November 2019 wurde es als künstliches Riff vor der Küste von Delaware versenkt.

## Geschichte
Die American Glory entstand unter der Baunummer 80 in der Werft der Chesapeake Shipbuilding Company in Salisbury (Maryland) und wurde 2002 fertiggestellt. Sie stand fortan an der US-Ostküste sowie für Flussreisen im Einsatz. Das Schiff konnte bis zu 49 Passagiere befördern. Die Kabinen hatte eine Größe von mindestens 18 Quadratmeter und waren alle mit Panoramafenstern ausgestattet. Zur Ausstattung an Bord zählten neben dem Speisesaal zwei Lounges sowie eine Bibliothek.
2015 wurde die American Glory vom Luxus-Reisemagazin Condé Nast Traveler auf Platz 5 der besten Kreuzfahrtschiffe gewählt. Dennoch war sie seit Dezember 2017 in Norfolk aufgelegt und somit insgesamt nur 15 Jahre im Einsatz.
Am 4. November 2019 wurde die American Glory unter Leitung des Delaware State Division of Fish and Wildlife als künstliches Riff etwa 16 Seemeilen vor der Küste Delawares nahe dem Indian River versenkt. Sie ist seitdem Teil des Redbird Reef und das bislang größte Schiff des Riffs, zu dem unter anderem auch ausgemusterte Schlepper, Panzer und U-Bahn-Waggons angehören.